# 延根 (新喀里多尼亚)
延根（法語：Hienghène，發音：[jɛ̃ɡɛn] ⓘ）是法国海外特殊集体新喀里多尼亞北部省的市镇，面积1,068.8平方千米，2019年1月1日人口为2,454人。

## 地理
延根（20°41'0"S, 164°56'0"E）面积1,068.8平方千米，位于法国海外特殊集体新喀里多尼亞。
与延根接壤的市镇（或旧市镇、城区）包括：沃镇、卡拉戈门、科内、韦戈阿、普安迪米耶、普埃博、图奥。
延根的时区为UTC+11:00。

## 行政
延根的邮政编码为98815，INSEE市镇编码为98807。

## 政治
延根的现任市长为贝尔纳·乌亚特（Bernard Ouillatte）先生，任期为2020-2026年。

## 人口
延根于2019年1月1日时的人口数量为2454人。